# Nataša Đorđević
Nataša Đorđević (serbisk kyrilliska: Наташа Ђорђевић), född 13 maj 1974 i Belgrad, är en serbisk folksångerska. Hon är en framgångsrik artist inom Grand Production. Hon har också släppt många duetter tillsammans med andra serbiska sångare.[källa behövs]
Hennes första album Ti si otrov moj (Du är mitt gift) släpptes år 1990.

## Diskografi
- Ti si otrov moj (1990)[1]
- Hej đavole (1991)
- Kad - tad (1992)
- Avanturista (1994)
- Prevara (1995)
- Kletva (1997)
- Da umrem od tuge (1998)
- Alal vera (2000)
- Zaboravi broj (2001)
- Baš baš (2002)
- Ne daj me srećo (2003)
- Neoprostivo (2006)
- Sad mi trebaš (2011)
- Pijem, pijem (2012)